# Nikołaj Nowikow (pisarz)
Nikołaj Iwanowicz Nowikow, ros. Николай Иванович Новиков (ur. 27 kwietnia?/8 maja 1744 w Moskwie, zm. 31 lipca?/12 sierpnia 1818 tamże) – pisarz, satyryk i wydawca rosyjski epoki Oświecenia.
Pochodził z niebogatej prowincjonalnej szlachty. Uczył się w gimnazjum przy Uniwersytecie Moskiewskim. Założył pismo „Truteń”, wydawane w latach 1769–1770, po zamknięciu pisma za krytykę władzy założył w 1772 czasopismo „Malarz” (Żiwopisiec). Poddawał krytyce stosunki społeczne XVIII-wiecznej Rosji. Aresztowany w 1792 r. i skazany na 15 lat twierdzy, został po czterech latach zwolniony, ale już nie powrócił do działalności redakcyjnej. Należał do masonerii.
Najwybitniejszym utworem satyrycznej publicystyki Nowikowa był Urywek podróży do **, w którym poddał krytyce stosunki między szlachtą a chłopstwem, wskazując na niedolę chłopów. Sam Nowikow był zwolennikiem paternalistycznej monarchii, w której szlachty pełniła funkcje organizacyjno-administracyjną, rolę „dobrych ojców” wobec chłopstwa, a car był „dobrym ojcem” całego narodu. Krytyczny wobec stosunków kapitalistycznych, podstawę bogactwa państwa upatrywał w rolnictwie.